# Nikunau
Nikunau ist ein gehobenes Atoll, das zum Archipel der Gilbertinseln gehört. Politisch gehört die Insel zum Staat Kiribati.

## Geographie
Nikunau besteht aus zwei ungleich großen Teilen, die über eine schmale, an ihrer engsten Stelle weniger als 200 Meter breite Landenge miteinander verbunden sind. Die Gesamtfläche Nikunaus beträgt 19,08 km². Im nördlichen Teil der Insel gibt es vier hypersaline Seen, die Reste der einstigen Lagune, von Nord nach Süd:
| See                  | Fläche (ha) |
| -------------------- | ----------- |
| Tabakea Pond         | 6,72        |
| Bekubeku Pond        | 10,92       |
| Kabangaki Pond       | 7,73        |
| Neinriki (Riki) Pond | 18,05       |
| Seen zusammen        | 43,42       |

Ein schmales Riff umgibt die Insel. Die Insel weist eine recht dichte Vegetation aus Kokospalmen und Schraubenbäumen auf.

## Bevölkerung
Bevölkert wird die Insel von etwas mehr als 2000 Menschen (Stand 2020). Diese verteilen sich auf sechs Dörfer an der Westküste, jedes mit einem eigenen Maneaba, die nachstehend von Nord nach Süd aufgelistet sind. Nur die beiden letztgenannten liegen auf dem südlichen Teil der Insel:
| Siedlung   | Einwohnerzahl (1978) | Einwohnerzahl (2005) | Einwohnerzahl (2010) | Einwohnerzahl (2015) | Einwohnerzahl (2020) |
| ---------- | -------------------- | -------------------- | -------------------- | -------------------- | -------------------- |
| Muribenua  | 274                  | 240                  | 240                  | 250                  | 264                  |
| Tabutoa    | 202                  | 139                  | 154                  | 146                  | 167                  |
| Rungata    | 624                  | 933                  | 976                  | 847                  | 958                  |
| Manriki    | 263                  | 197                  | 184                  | 184                  | 197                  |
| Nikumanu   | 345                  | 316                  | 265                  | 293                  | 350                  |
| Tabomatang | 121                  | 87                   | 88                   | 69                   | 119                  |
| Gesamt     | 1829                 | 1912                 | 1907                 | 1789                 | 2055                 |

## Kultur
Nikunau ist innerhalb Kiribatis bekannt für seine lange andauernden Botakis (Feierlichkeiten), die einen Abend, aber auch bis zu einem Monat dauern können, aber auch für die vielen Fliegen.

## Surfen
Die Insel ist ein Paradies für Surfer. Die normalen Wellen sind zwischen 60 cm und 2,4 m hoch. An der Nordküste in der Nähe des Flugplatzes gibt es jedoch aufgrund eines Gezeitentreffpunkts die größten Wellen der Insel. Hier treffen verschiedene Wellen aufeinander und verursachen größere Wellen und Strömungen.

## Verkehr
Die Insel ist über den von Air Kiribati angeflogenen Flugplatz Nikunau mit den anderen Inseln des Archipels verbunden.